# Jan Schenkman

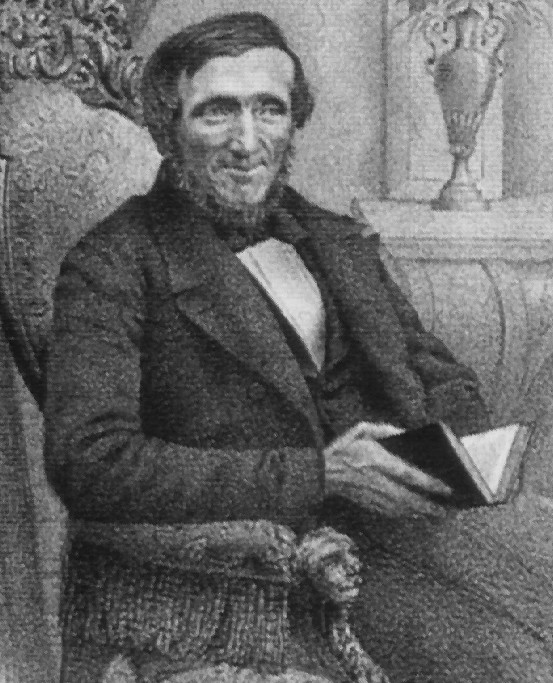
Jan Schenkman

Jan Schenkman (* 1. Oktober 1806 in Amsterdam; † 4. Mai 1863 ebenda) war ein niederländischer Lehrer, Dichter, Kinderbuchautor und Humorist. Er gilt als der Erfinder des heutigen Sinterklaasfestes.

## Biografie
Jan Schenkman was das einzige Kind des Mühlenhelfers Gerrit Schenkman und seiner Frau Geesje van den Bosch. Getauft wurde er am 10. Oktober 1806 in der Amsterdamer Zuiderkerk auf den niederländisch-reformierten (hervormd) Glauben. Er machte eine Ausbildung zum Lehrer und trat im Alter von 22 Jahren in den Schuldienst einer Armenschule im Amsterdamer Stadtteil Jordaan. Am 29. August 1832 ehelichte er Elisabeth Alida Cuke, die Tochter eines Diamantschleifers. Mit ihr bekam er vier Kinder. Nachdem seine Frau nach zehn Jahren Ehe verstorben war, heiratete er Anna Maria Elisabeth Endters, mit der er acht Nachkommen zeugte.
Bis 1849 war Schenkman Lehrer an einer Privatschule an der Anjeliersgracht. Er war auch ein prominentes Mitglied der gemeinnützigen Organisation Maatschappij tot Nut van ’t Algemeen.
Der Nachwelt blieb er vornehmlich durch das 1850 erschienene Bilderbuch Sint Nikolaas en zijn knecht in Erinnerung. In diesem bis 1907 gedruckten Werk fügte er die Elemente des in den Niederlanden so geschätzten Sinterklaasfestes, welches stets am 5. Dezember stattfindet (entspricht ungefähr dem, einen Tag später stattfindenden, deutschen Nikolaustag), in einer Geschichte zusammen.
Hierbei vermengte er die bestehenden traditionellen Vorstellungen von dem alljährlichen Besuch des Nikolaus (Sinterklaas) mit neuen Elementen. Besonders sticht hier die Figur des Helfers hervor, der in den ersten Ausgaben noch als Page in orientalischer Kleidung erscheint und in späteren Ausgaben schon als exotischer Mohr gezeichnet wurde. Dieser schwarze Page wurde später dann zum Zwarte Piet. Zu den weiteren Einfällen Schenkmans gehört, dass beide, Sinterklaas und der Zwarte Piet, mit einem Dampfschiff (stemboot), aus Spanien kommend, in Amsterdam anlanden und danach gemeinsam über die Dächer reiten. Die Geschenke werden dabei durch den Schornstein ins Haus gebracht wie auch Hausbesuche unternommen. Aber auch Schläge mit einem Rohrstock oder andere Strafen sind bei besonders unartigen Kindern möglich, wobei aber in vielen Fällen gutmütig vergeben wird. Schenkman schrieb auch den Text des bekannten Sinterklaasliedes Zie, ginds komt de stoomboot / uit Spanje weer aan …, welcher später zur Melodie des deutschen Im Märzen der Bauer vertont wurde.
Schenkman veröffentlichte seine Texte bei zwei Verlagen: Gerardus Theodorus Bom war der Herausgeber seiner seriösen Werke und Kinderbücher; J.A. Schuurmans gab seine Grotesken und pikant anmutenden Werke heraus, darunter Texte mit antisemitischen Passagen.

## Veröffentlichungen
- Einzelgedichte in Almanachen

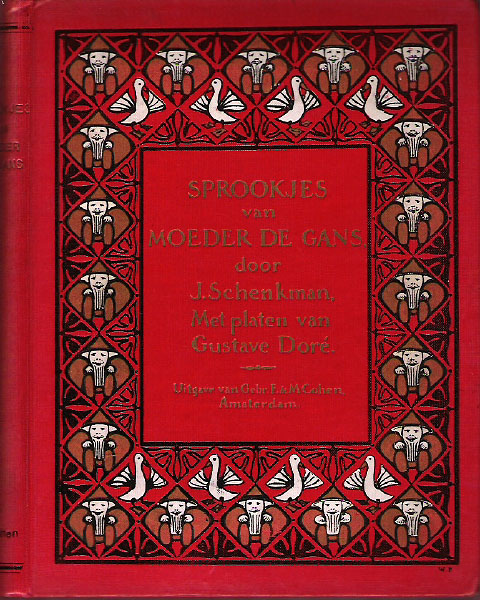
Sprookjes van Moeder de Gans (original: Contes de ma mère l’Oye von Charles Perrault), erzählt von Jan Schenkman, Umschlaggestaltung von Gustaaf van de Wall Perné

- Overpeinzingen van een eenvoudige burgerman op den 16den verjaardag van zijn zoon (1850)
- Sint Nicolaas schenkt ieder wat: burleske Dichtung (1850)
- St. Nikolaas en zijn knecht, herausgegeben von G. Theod. Bom, Amsterdam (1850)
- Rekwest van Amsterd. jongens aan den Burgemeester der stad (1850)
- Een ijverige hand vindt werk door ’t gansche land (ca. 1850)
- Het nieuwe apenspel zonder weêrga (ca. 1850)
- De mislukte aanslag op de stad Amsterdam, door prins Willem den Tweede in het jaar 1650 (1851)
- Oud en nieuw. Berijmde voorlezingen en losse dichtstukjes (1851)
- Weer wat moois voor lieve kleinen (ca. 1851)
- Nieuwe gedichtjes op de vertellingen van Moeder de Gans (ca. 1851)
- Vertellingen van Moeder de Gans, herausgegeben von G. Theod. Bom, Amsterdam (1851)
- Wat een eenvoudig burger dacht bij de onthulling van het standheeld voor Rembrandt van Rhijn. Boertig dichtstukje, 1852
- Jeremiade van Rembrandt van Rhijn in den avond van den 26 Mei 1852.
- Brief van St. Nicolaas aan zijne vrienden te Amsterdam. Humorige Dichtung, 1852
- Het eerste prenteboek op moeders schoot (1852)
- De Belangrijke brief van eenen Amsterdamschen jood, vrijwilliger in het Fransche leger (unter dem Pseudonym Mozes Levie Zadok) (1852–1854)
- Vermakelijk allerlei: prentjes met versjes (1855)
- Nieuw AB boek, naar een oud rijmpje, en op een aardig wijsje (1856)
- Ontwerp van eene nieuwe belastingwet op de crinolines (1858)
- Het leven van Jan Klaassen (1859)
- Arlequins bont AB boek (1860)
- Vos en konijn (1862)
- De kermis-artisten (1863)
- Humoristische Vorlesungen in Prosa und Poesie. Mit einem Vorwort von J. van Lennep und einem Autorenportrait (1863)
- De nieuwe circus: groot paarden-spel voor het jeugdige publiek (1863)
- Humoristische voorlezingen in proza en poëzie (1863)
- De boerderij: nieuw prentenboek (ca. 1863)
- Asschepoester in het cirque Carré (1874, Nachdruck um 1885?)
- Gezellige plaatjes en versjes (ca. 1885)
- Pierrot’s leven en bedrijf (ca. 1900)

### Publikationen von Schenkman online
- Sint Nicolaas en zijn knecht, 1850
- Andere uitgave van Sint Nicolaas en zijn knecht, 1850
- Nieuwe gedichtjes op de vertellingen van Moeder de Gans, ca. 1851
- Omroeper, Gedicht
- Melkboerin, Gedicht